# Adoxophyes nemorum
Adoxophyes nemorum es una especie de polilla del género Adoxophyes, tribu Archipini, subfamilia Tortricinae.

## Distribución
Se distribuye por Indonesia.

## Taxonomía
Fue descrita por Diakonoff en 1941 y publicada en Treubia 18: 405.